# Diósgyőr
Diósgyőr Magyarország egyik történelmi települése, ma Miskolc egyik városrésze. Középkori vára magyar királyok és királynék kedvelt üdülőhelye volt, ma műemlék, turisztikai látványosság. Diósgyőr-Vasgyárban működött az ország egyik legjelentősebb nehézipari vállalata, a több nevet viselő Diósgyőri Vas- és Acélgyár (a szocializmus idején Lenin Kohászati Művek (LKM)). 
Diósgyőrről kapta a nevét Miskolc leghíresebb labdarúgócsapata, a Diósgyőri VTK, amelynek stadionja a diósgyőri városközponttól Miskolc belvárosának irányába, Újdiósgyőr városrészben található.
A 2505-ös közút mentén fekszik, a Bükk lábánál.

## Demográfia
A városrész népessége a 2001-es népszámlálás szerint 18 065 fő, a város lakosságának 9,9%-a. Területe 17,4 km², népsűrűsége 1063 fő/km². Korszerkezete kicsivel idősebb a városi átlagnál, az alacsony iskolázottságúak aránya kedvezőbb, a felsőfokú végzettségűeké valamivel alacsonyabb, mint a városi átlag. Foglalkoztatottság tekintetében nem tér el a miskolci átlagtól.

## Diósgyőr és a vár története
| Főbb közigazgatás-történeti adatok 1900 óta | Főbb közigazgatás-történeti adatok 1900 óta              |
| ------------------------------------------- | -------------------------------------------------------- |
| Megszűnése                                  |                                                          |
| 1945                                        | Miskolc városhoz csatolták                               |
| Rangja                                      |                                                          |
| 1945-ig                                     | nagyközség                                               |
| Területi beosztása                          |                                                          |
| 1923-ig                                     | Borsod vármegye, Miskolci járás                          |
| 1923–1938                                   | Borsod, Gömör és Kishont k.e.e. vármegye, Miskolci járás |
| 1938–1945                                   | Borsod vármegye, Miskolci járás                          |

A terület az ősidők óta lakott. A környékbeli bükk-vidéki barlangokból (Szeleta, Kecske-lyuk, Kő-lyuk) – mint azt Herman Ottó, Kadić Ottokár és Hillebrand Jenő munkáiból tudjuk –, paleolit kori, a neandervölgyi leletanyaggal rokon, de attól fejlettebb szinten megmunkált kőeszközök, nyílhegyek, szakócák, kerültek elő.
11. századi dézsmajegyzékekből tudjuk, hogy két település, Csenyik és Sziget az épülő várnak adózik,  a várhegy aljában őskori település nyomaira bukkantak. 1200 táján Anonymus említi először Diósgyőr nevét, igaz, ő még Győr formában: „miután Árpád vezér seregével elhagyta Szerencset (…) Bors apjának, Böngérnek adományozta a Tapolca vizétől a Sajó folyóig terjedő földet, amely területnek Miskolc a neve, valamint azt a várost, amelyet Győrnek hívnak.” Legrégebbi épülete, a vár helyén először a 12. században állhatott erődítmény, amely a tatárjárás idején elpusztult. A jelenleg álló várat valószínűleg IV. Béla építtette.
A diósgyőri vár fénykora I. Lajos király uralkodása alatt kezdődött. 1364-ben Miskolc városát és környékét a diósgyőri uradalomhoz csatolták. A magyar–lengyel perszonálunió megszűntével Diósgyőr vesztett jelentőségéből, innentől kezdve magyar királynék jegyajándéka és nyaralóhelye volt.
A mezőkeresztesi csata (1596) után a törökök elfoglalták a területet, innentől Diósgyőr török uralom alatt volt és az egri pasa uralta egészen 1687-ig. Erre az időre a vár minden hadászati értékét elvesztette.
Diósgyőrben már az Árpád-korban is működtek a környék nyersanyagaira alapozó hámorok A szegzőhámorok a 19. század elején már számos, különféle szögfajt átállítottak elő. 1803-tól gyártották azt a vashuzalból kovácsolt zsindelyszeget, ami a vasmű egyik legkeresettebb termékévé vált. Anyaga teljesen dekarbonizálódott, durvaferrites vas volt, bekovácsolt oxidokkal.
Bár a két települést már 1903-tól autóbusz-, 1906-tól pedig villamosközlekedés köti össze, egy 1932-es útikönyv Diósgyőrt még Miskolccal egybeépült szomszédos községként említi. 1945. január elsejével Diósgyőrt hivatalosan is Miskolchoz csatolták, ekkor jött létre a történelmi Miskolcból, Diósgyőrből és a környező településekből kialakuló Nagy-Miskolc. Diósgyőrt és Miskolcot először a köztük felépülő gyár kötötte össze, majd a két település egyre inkább összeolvadt, napjainkban már csak tábla jelzi az egykori történelmi Diósgyőr határát.
A hetvenes évek elején a városrész arculata megváltozott. A IV. ötéves terv részeként 1970-ben számoltak be az építési tervekről. 1973-ban adták át a diósgyőri városközpont két panel tízemeletes szalagház vonulatát, amelyek egymással szinkronban, a légi fotókon kettő „s” betűre hasonlító vonalvezetéssel épültek. A két sor közül az egyik az Árpád útra (Árpád u. 6–86. szám) épült, a másik attól beljebb, a Kuruc utca mentén (Kuruc u. 1–81. szám) található.  Összesen 40 épülettömböt emeltek (20 van a Kuruc utcában, illetve 20 az Árpád úton), az egyes épületekben 2 lépcsőház van, azonban mivel a kisebb eltolásoktól eltekintve nagyrészt egymás mellett állnak az épületek, ezért hosszú sort alkotnak. A tízemeletes sor előtt, az Árpád út 2. szám alatt az 1970-es években szolgáltatóközpontot is építettek, amelyben ABC üzlet, bankfiók, postafiók, rendőrőrs, gyógyszertár és egyéb üzletek kerültek kialakításra. Közvetlen ezek mellett található az Ady Endre Művelődési Ház. Ezen épületek a Árpád útnak az északi részén találhatóak, míg a déli részén családi házak, illetve maga a Diósgyőri vár található. 

### Érdekességek
2012. július 29-én itt mérték az adott évben 24 óra alatt lehullott legtöbb csapadékot. Ekkor egy nap alatt 112,7 mm csapadék zúdult le.

## A diósgyőri pálos kolostor
A pálos kolostort az Ákos nembeli Ernye bán fia, Ákos István nádor alapította a 13. század végén. A nádor haláláig támogatta is a kolostort, ahol kódexmásoló műhely is működött; a misekönyvet, melyet az avasi templom részére készített egy bizonyos László mester, ma az egri levéltár őrzi. Az ország három részre szakadásának idején, 1526-ban Ferdinánd király híve, Serédy Gáspár feldúlta a kolostort, mivel az apát állítólag Szapolyai János király híve volt, 1549-ben pedig a diósgyőri uradalom új gazdája, Balassa Zsigmond elpusztította a rendházat és elfoglalta birtokaikat. Az 1700-as években a pálosok helyreállították a kolostort. II. József, a „kalapos király” azonban feloszlatta a szerzetesrendeket, a kolostor épületét pedig innentől az Erdőgazdaság használta.
1973-ban, a majláthi lakótelep építésének megkezdése előtt régészeti feltárások folytak a területen. A feltárások alapján úgy tűnik, a kolostor négyszögletes udvar köré épült, az udvart kerengő határolta. A templomot a régészek nem találták meg, rábukkantak azonban egy négy helyiségből álló lakóépületre, melyet valószínűleg tűzvész pusztított el. Oklevelek tanúsága szerint István nádor a kolostort saját udvarháza mellett építtette, lehetséges, hogy ennek nyomaira bukkantak a régészek. Az ásatás gazdag leletanyaga megtekinthető a vár északkeleti tornyának múzeumában, ahol a vártörténeti múzeum emeletén a kolostornak állítanak emléket. Itt látható a Diósgyőri Madonna nevű gótikus szobor is.

## Diósgyőr templomai
- Diósgyőri evangélikus templom

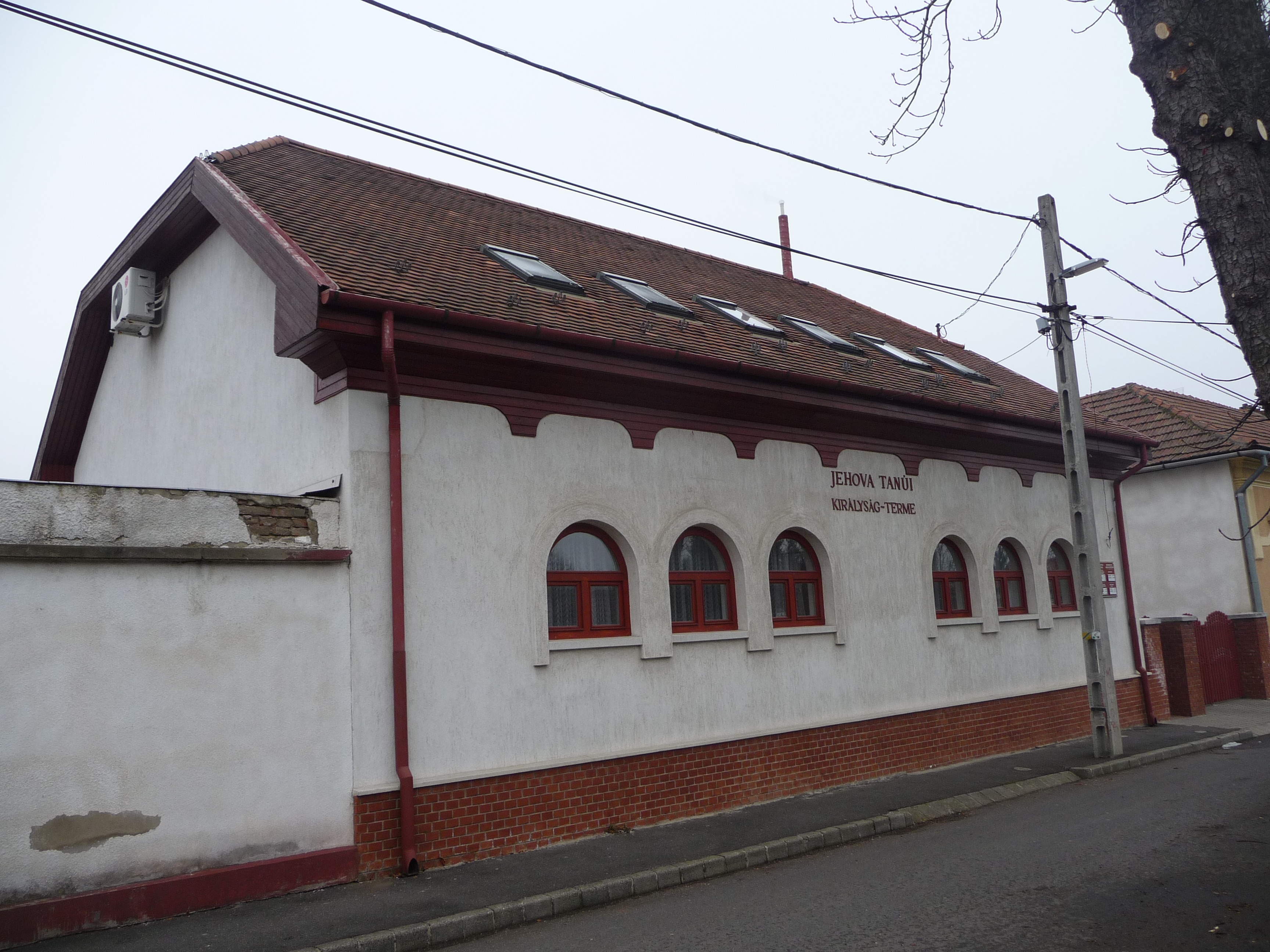
A Jehova tanúi felekezet királyság-terme, Bodrogi Zsigmond u. 12.

- Diósgyőr-vasgyári evangélikus templom
- Újdiósgyőri görögkatolikus templom
- Diósgyőri református templom
- Diósgyőri római katolikus templom
- Diósgyőr-vasgyári római katolikus templom
- Újdiósgyőri római katolikus templom
- Szent Hedvig-kápolna (a várban)

## További látnivalók
A vár bejáratától nem messze áll a Vármúzeum épülete. Falán tábla emlékezik az 1945. január 23-án „málenkij robotra” hurcolt diósgyőriekre.
A Vár utca túloldalán korábban a várfürdő volt, amit az a forrás táplálja, amely egykor a vár árkát töltötte fel vízzel. A Vár utca 13. kertjében fából faragott emléktábla hirdeti, hogy itt állt egykor a város törvényfája, ami alatt a testi fenyítés (bot, illetve korbács) büntetéseket végrehajtották. A törökmogyoró-fát „hatszáz évesnek” nevezik, mert bár 1382 óta többször is kiszáradt, gyökeréről mindig újrasarjadt. Az utolsó, 109 éves korában elszáradt fa tönkjét lebetonozták; két, azóta sarjadt hajtása időközben ismét termővé erősödött.

## Diósgyőr az irodalomban
- Diósgyőr a fő helyszíne Lipták Gábor Sárkányfészek című elbeszélésének.

## Galéria

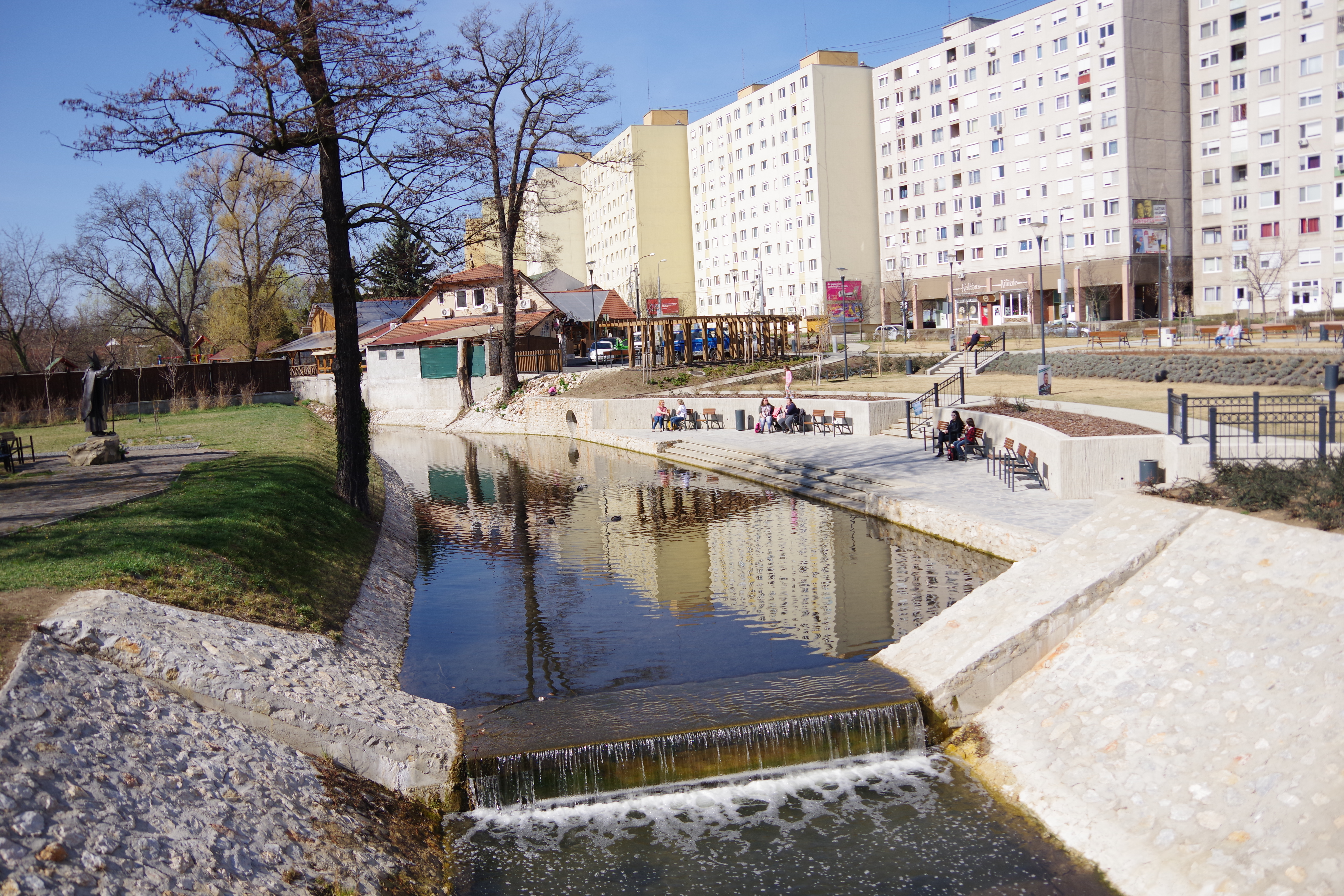
II. János Pál pápa tér, Miskolc (Diósgyőr)
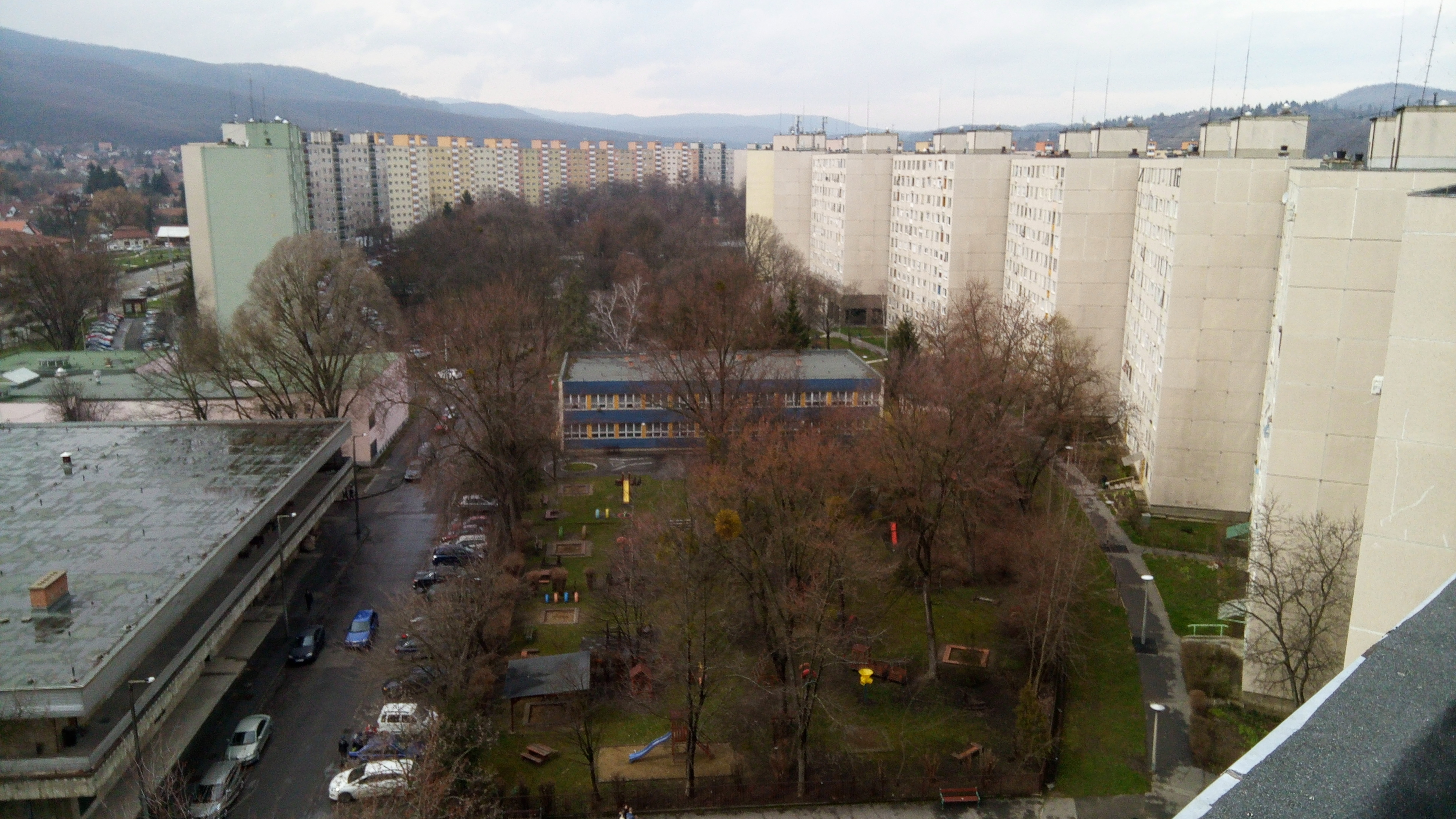
Panelsor Diósgyőrben
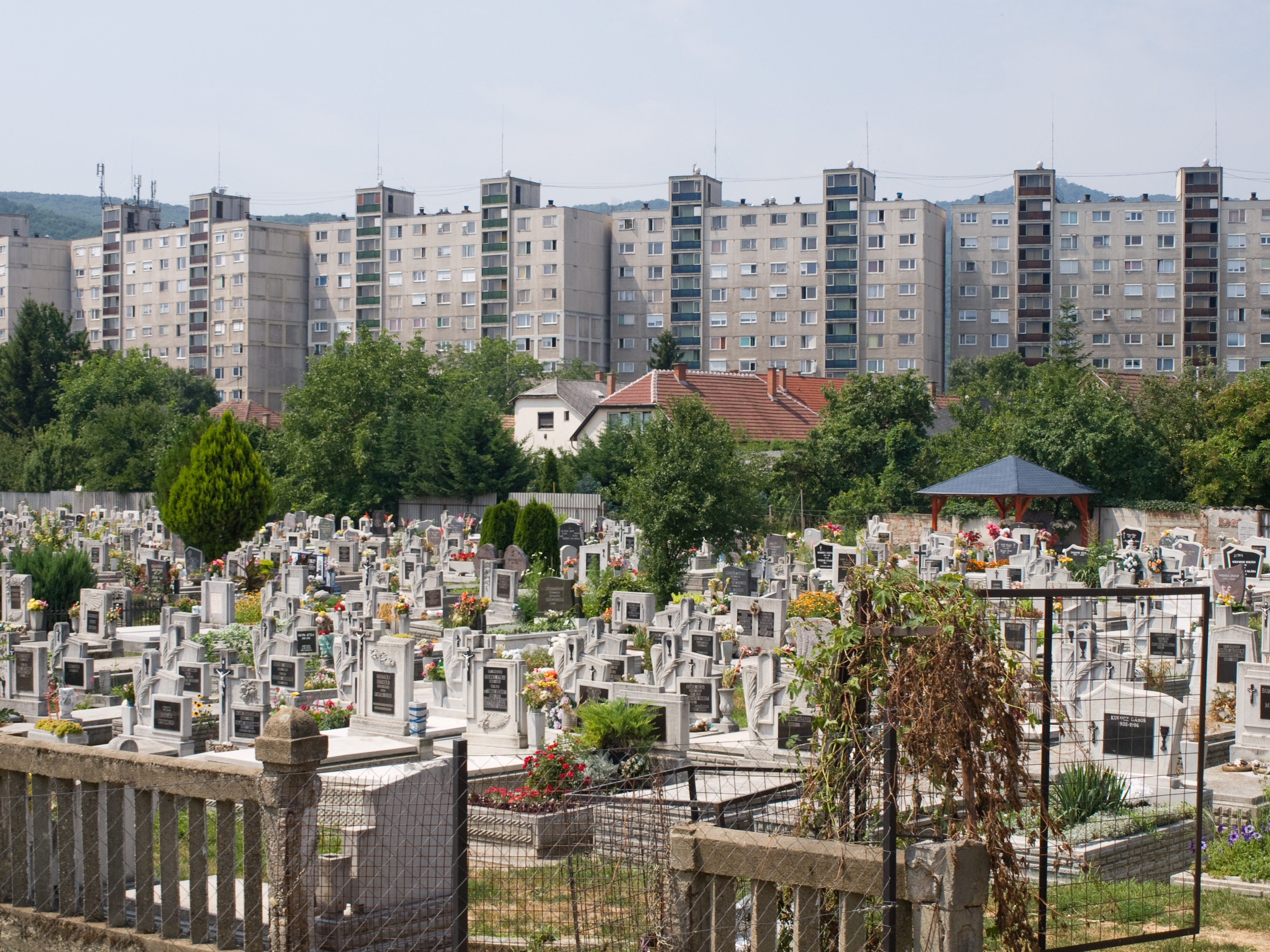
Temető Diósgyőrben
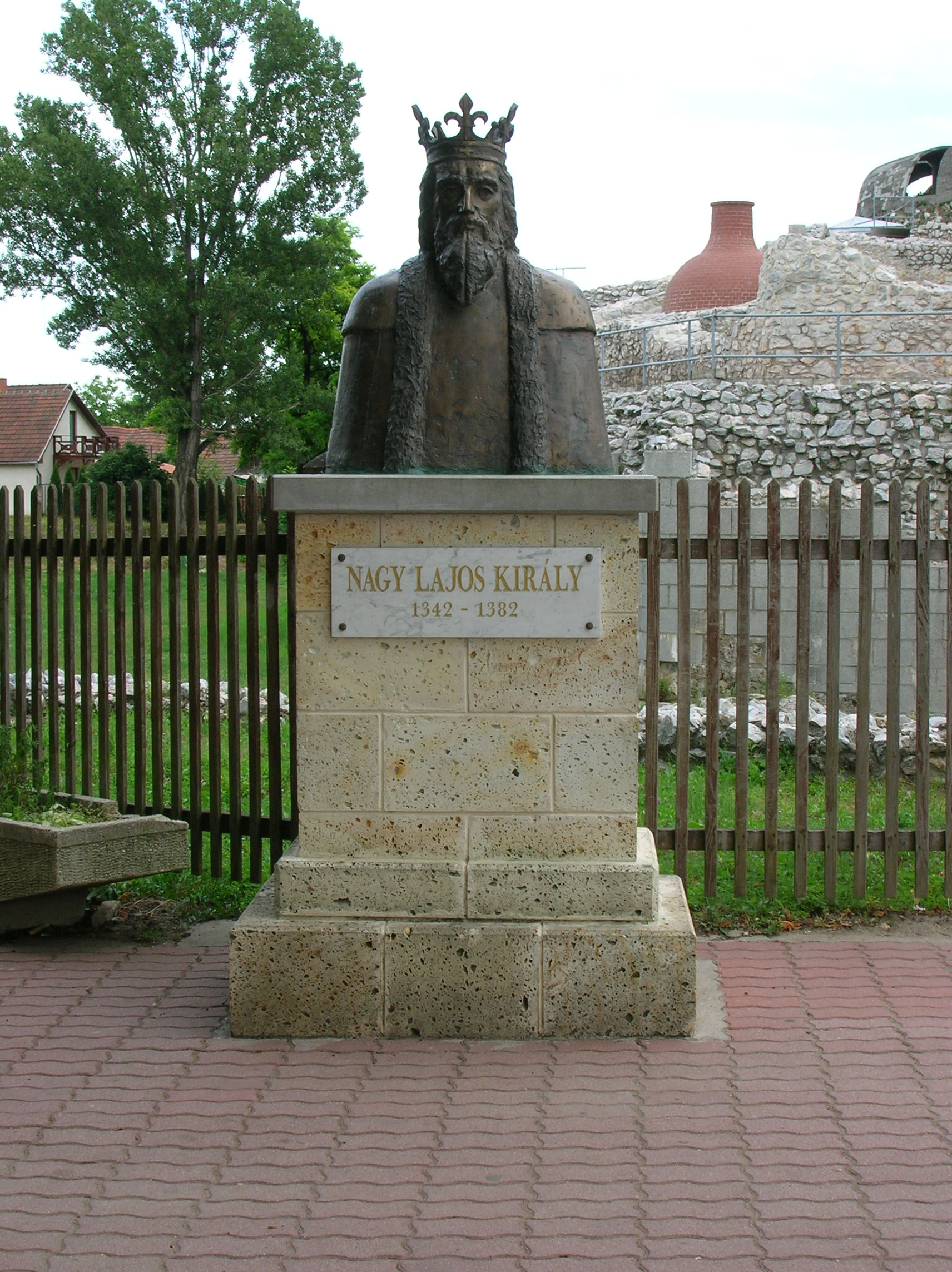
Nagy Lajos király szobra a vár mellett (Varga Éva alkotása)
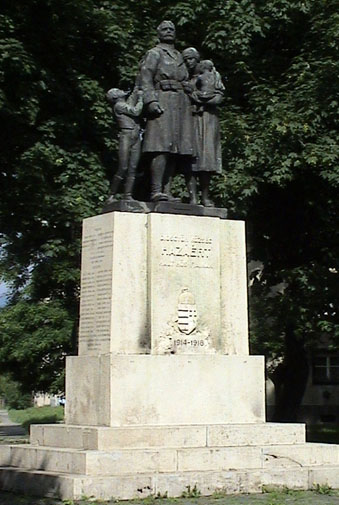
Első világháborús emlékmű a Táncsics téren
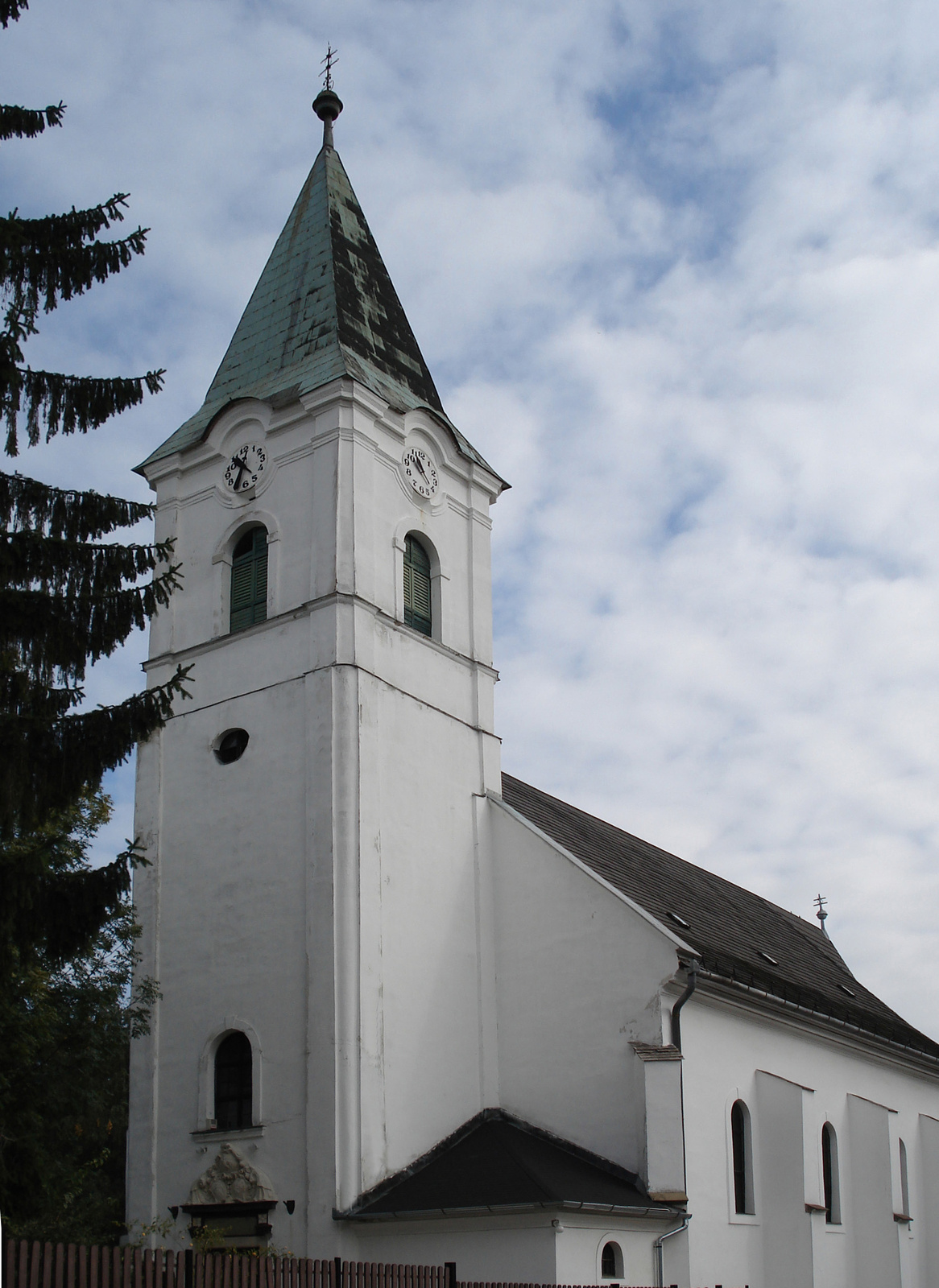
Római katolikus templom
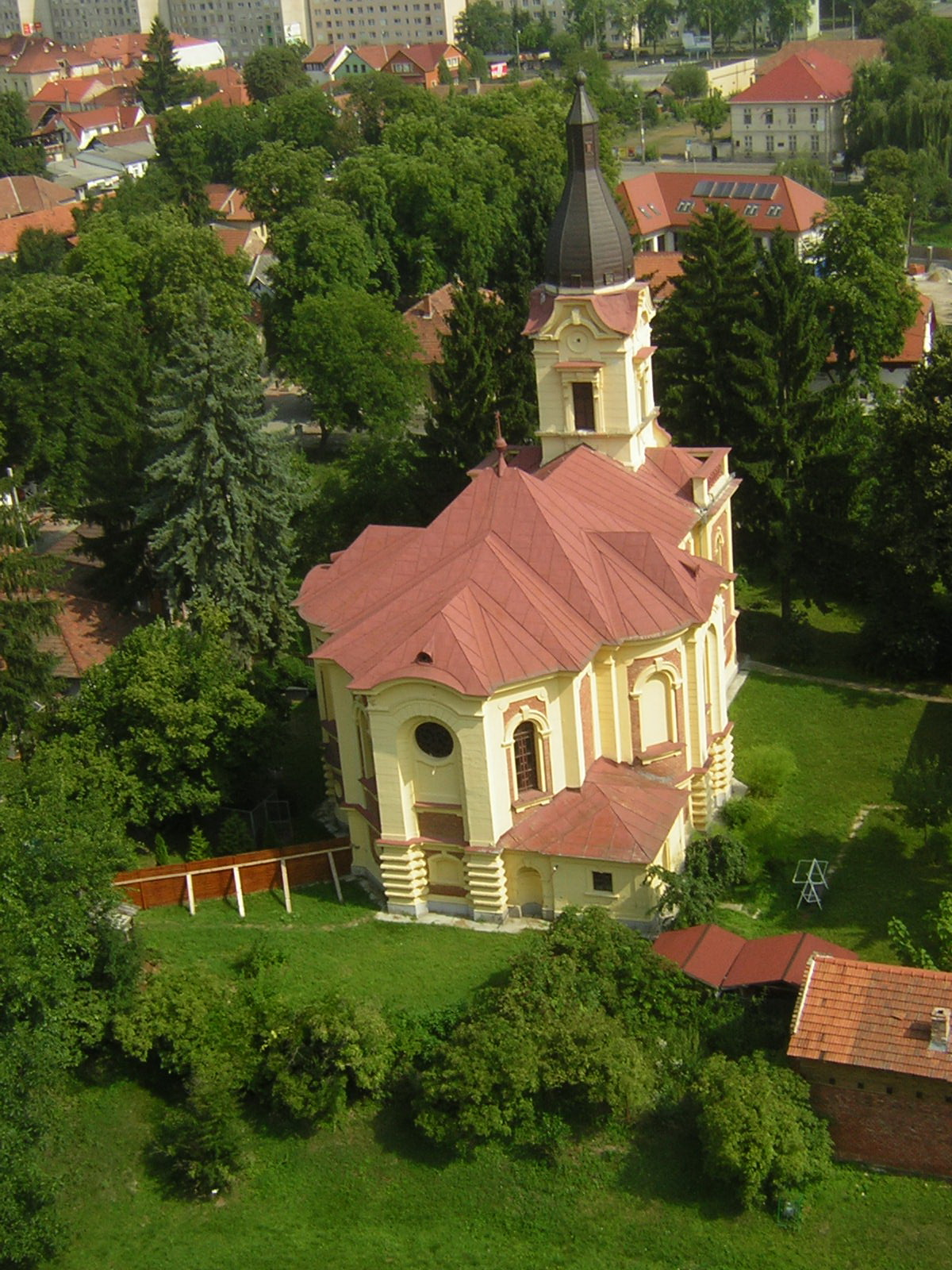
Evangélikus templom a vár mellett
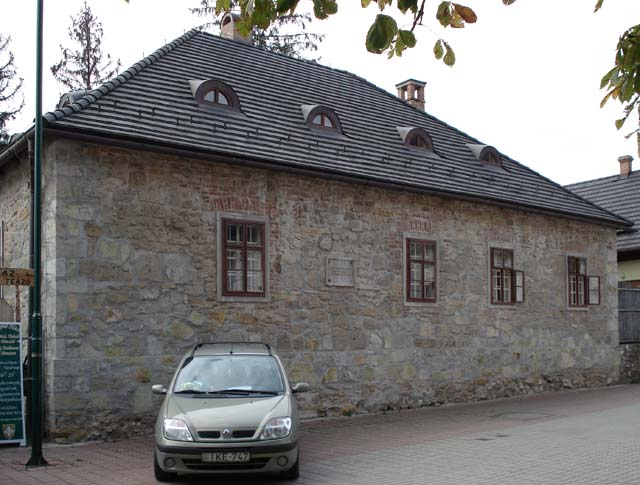
Déryné háza a vár mellett
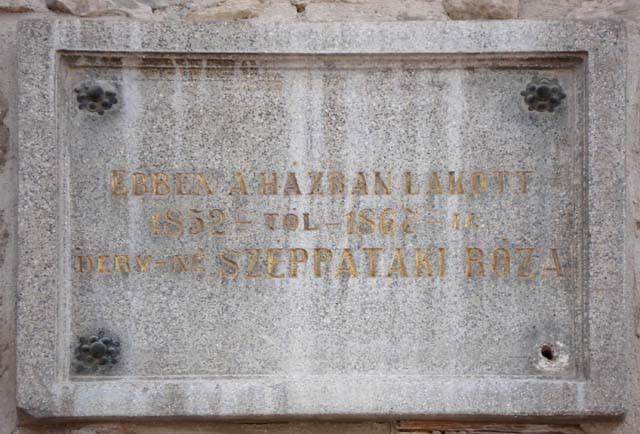
Emléktábla Déryné házán
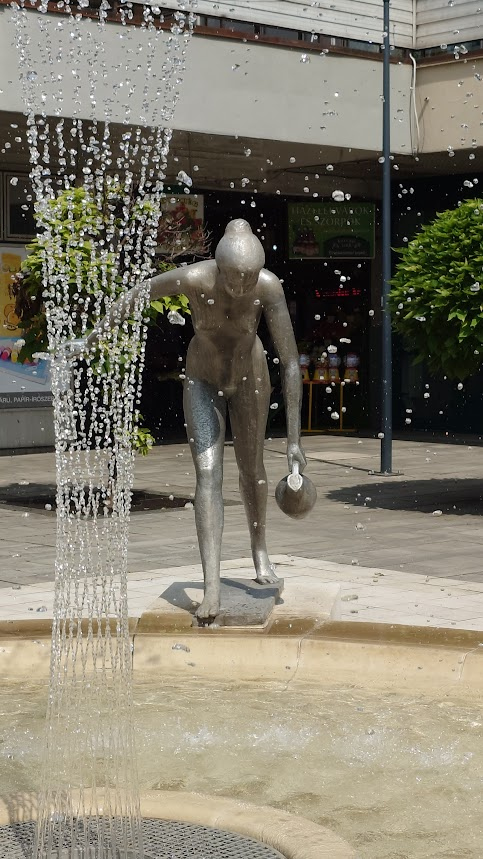
Varga Miklós szobra
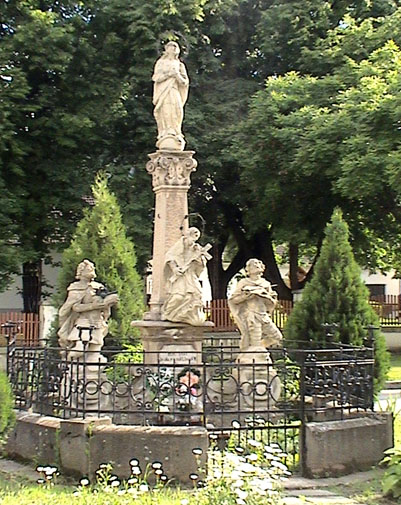
Szeplőtelen fogantatás szobor a római katolikus templom mellett
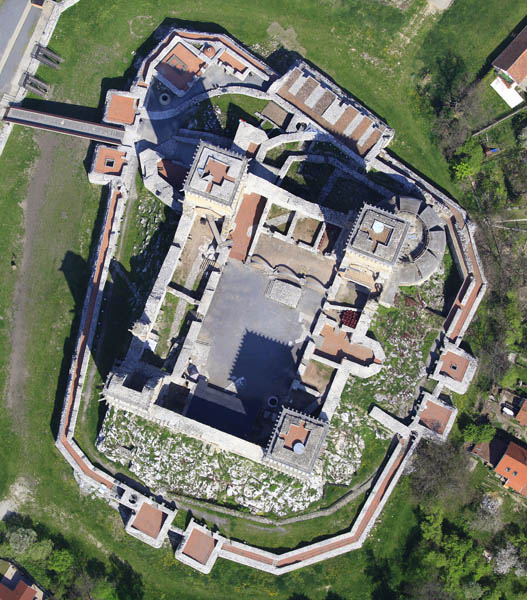
A vár madártávlatból
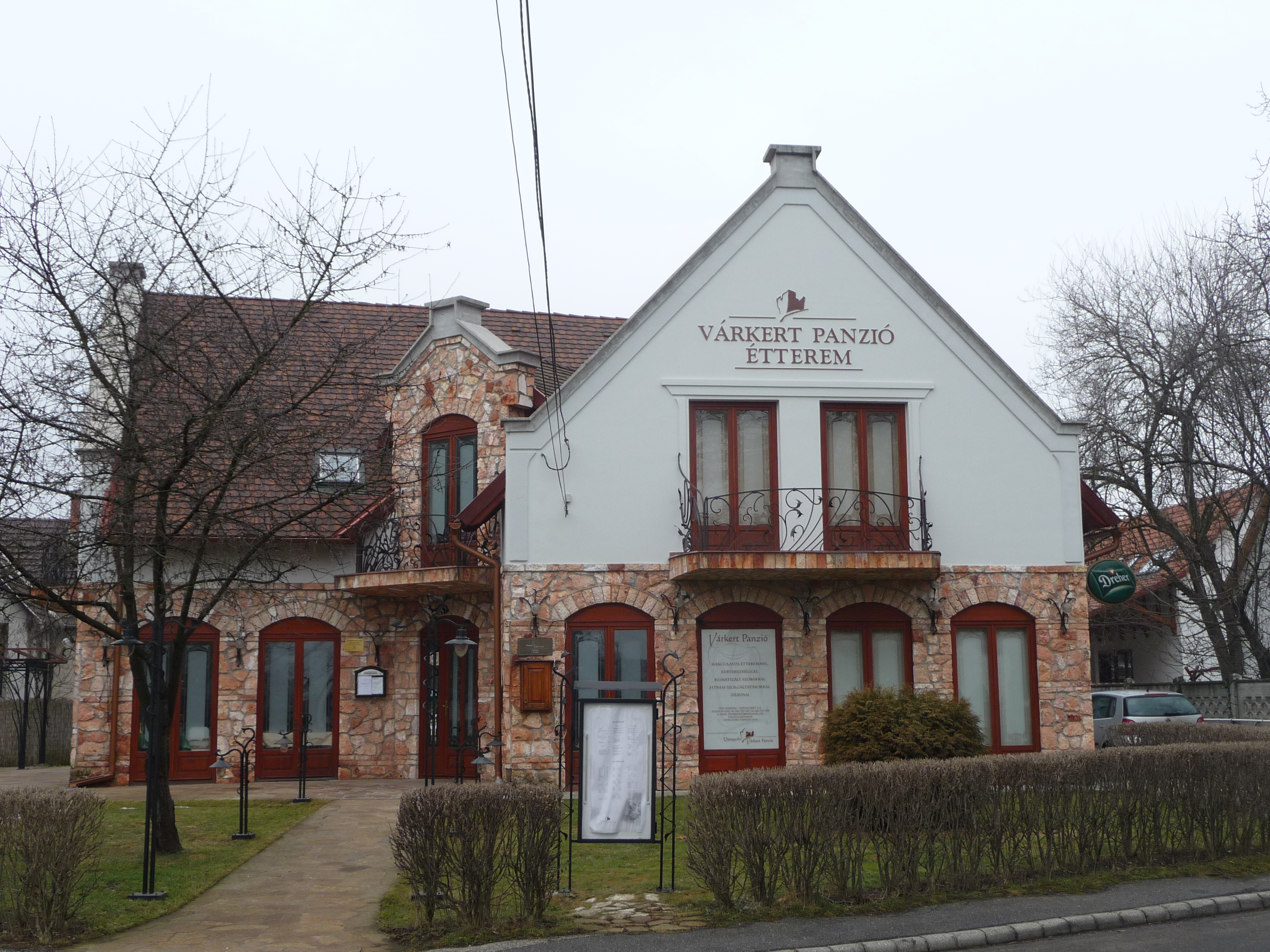
A Várkert panzió
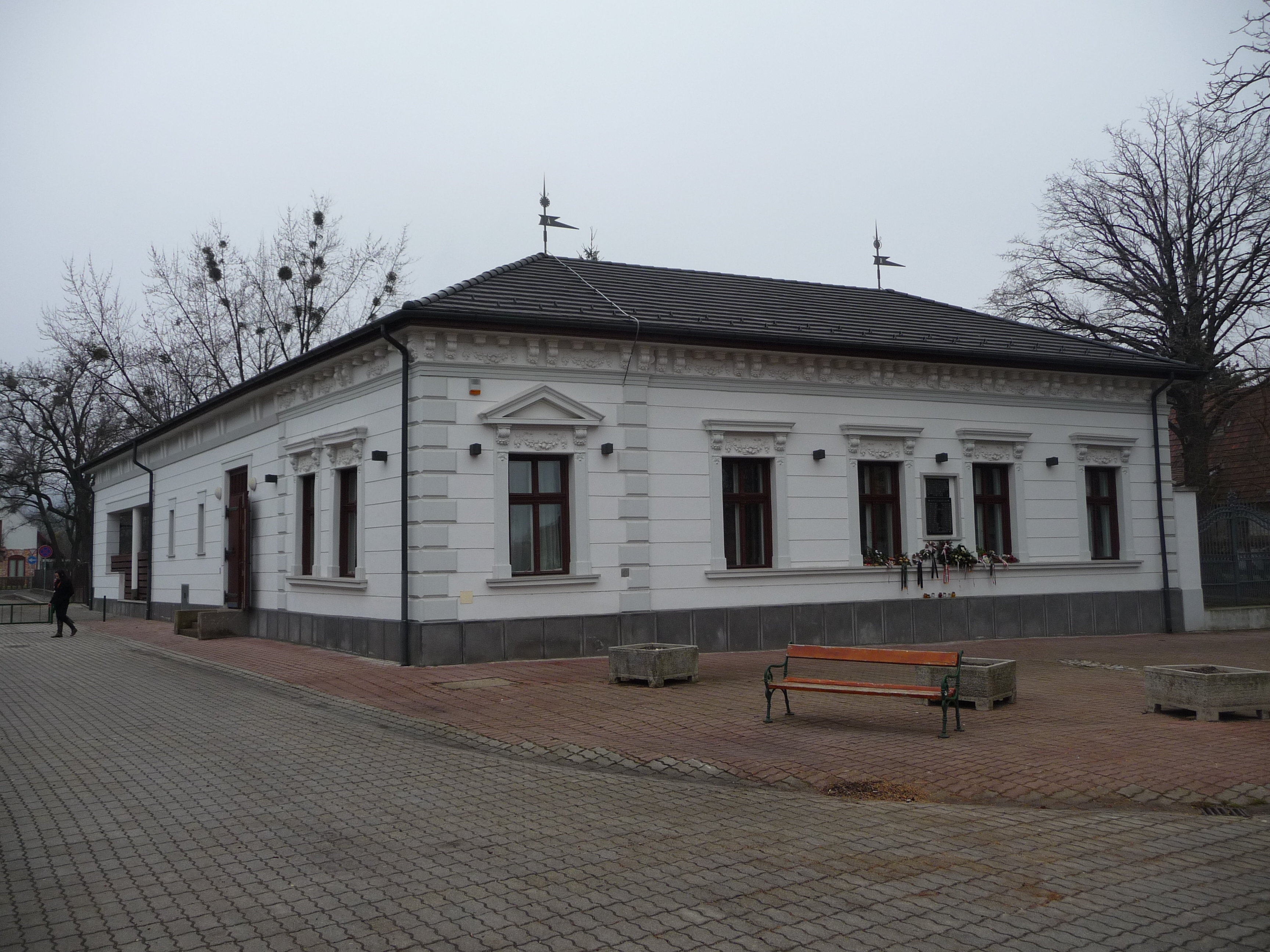
A Vármúzeum
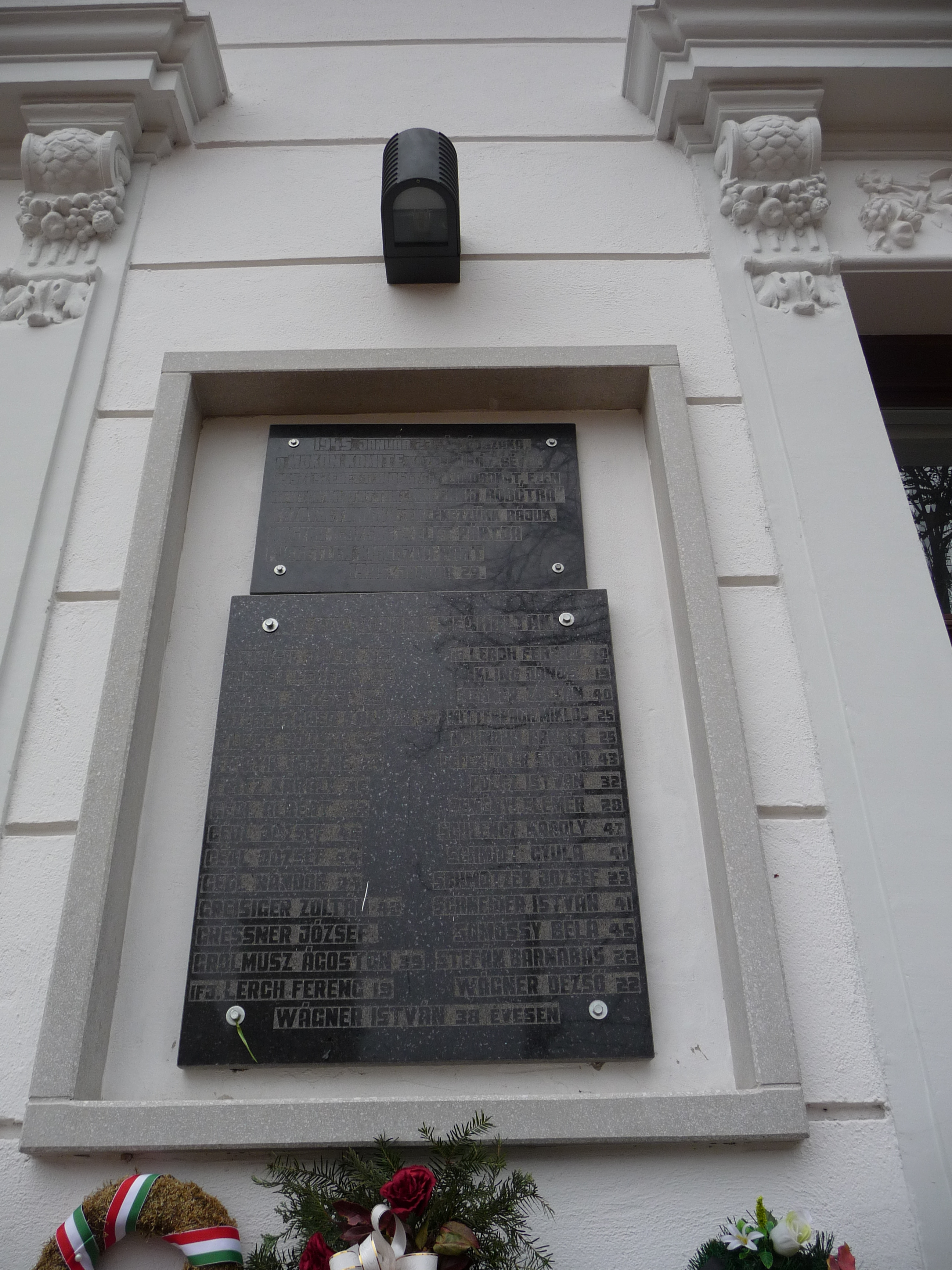
A málenkij robotra hurcoltak emléktáblája a Vármúzeum falán
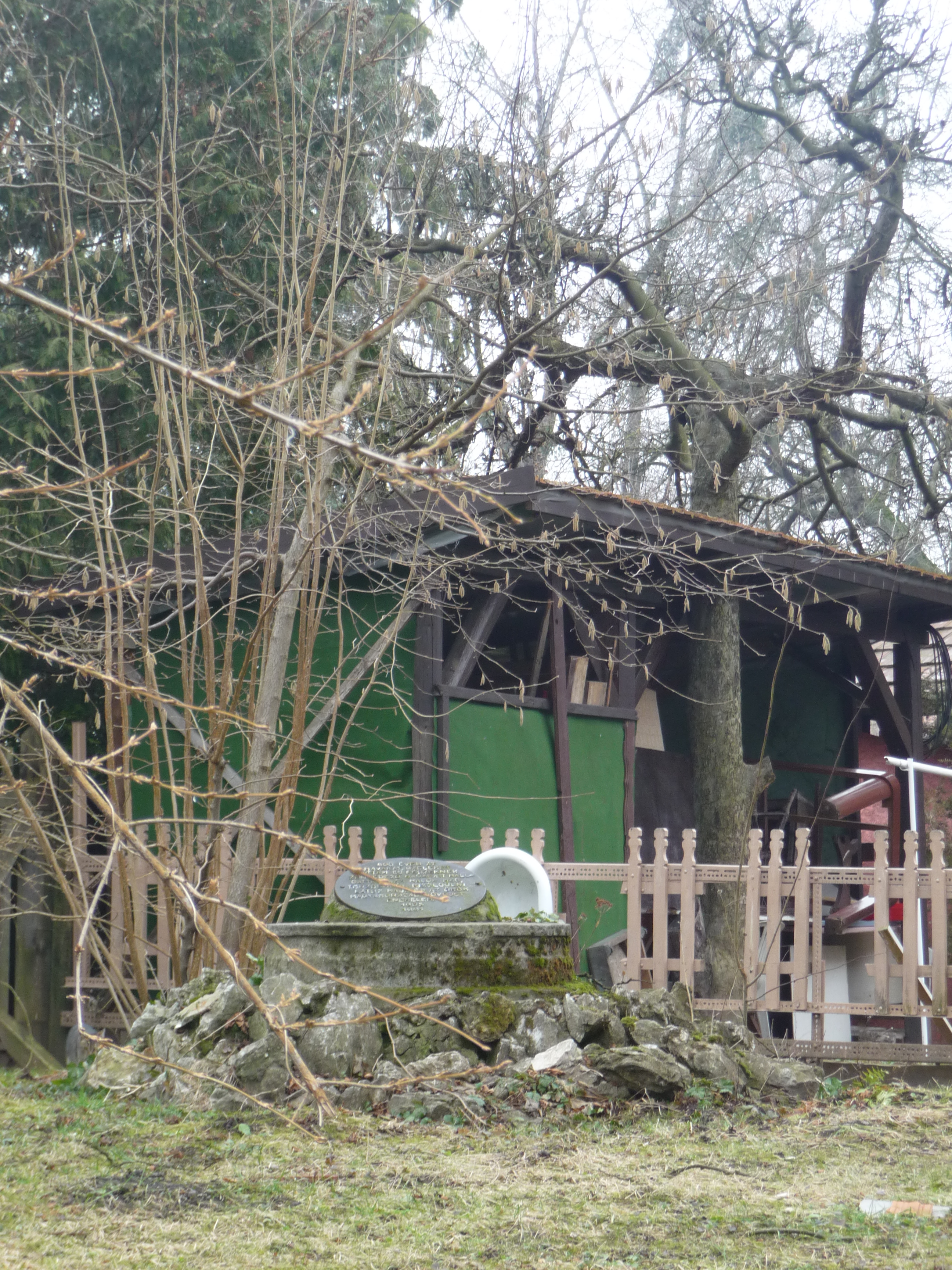
A törvényfa sarjai (Vár u. 13.)
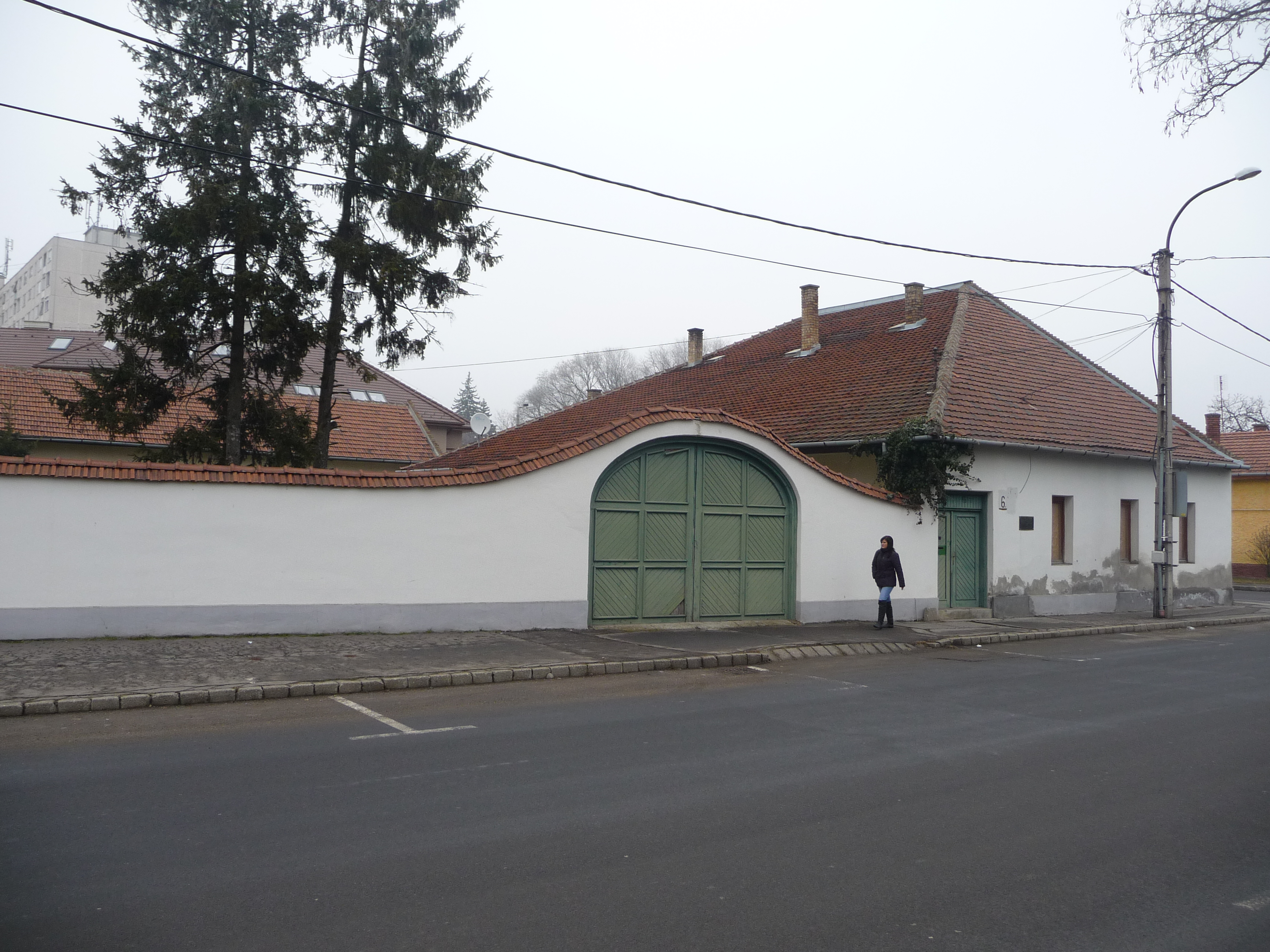
Ebben az 1758-ban épült házban (Nagy Lajos király útja 6.) laktak a diósgyőri koronauradalom ispánjai
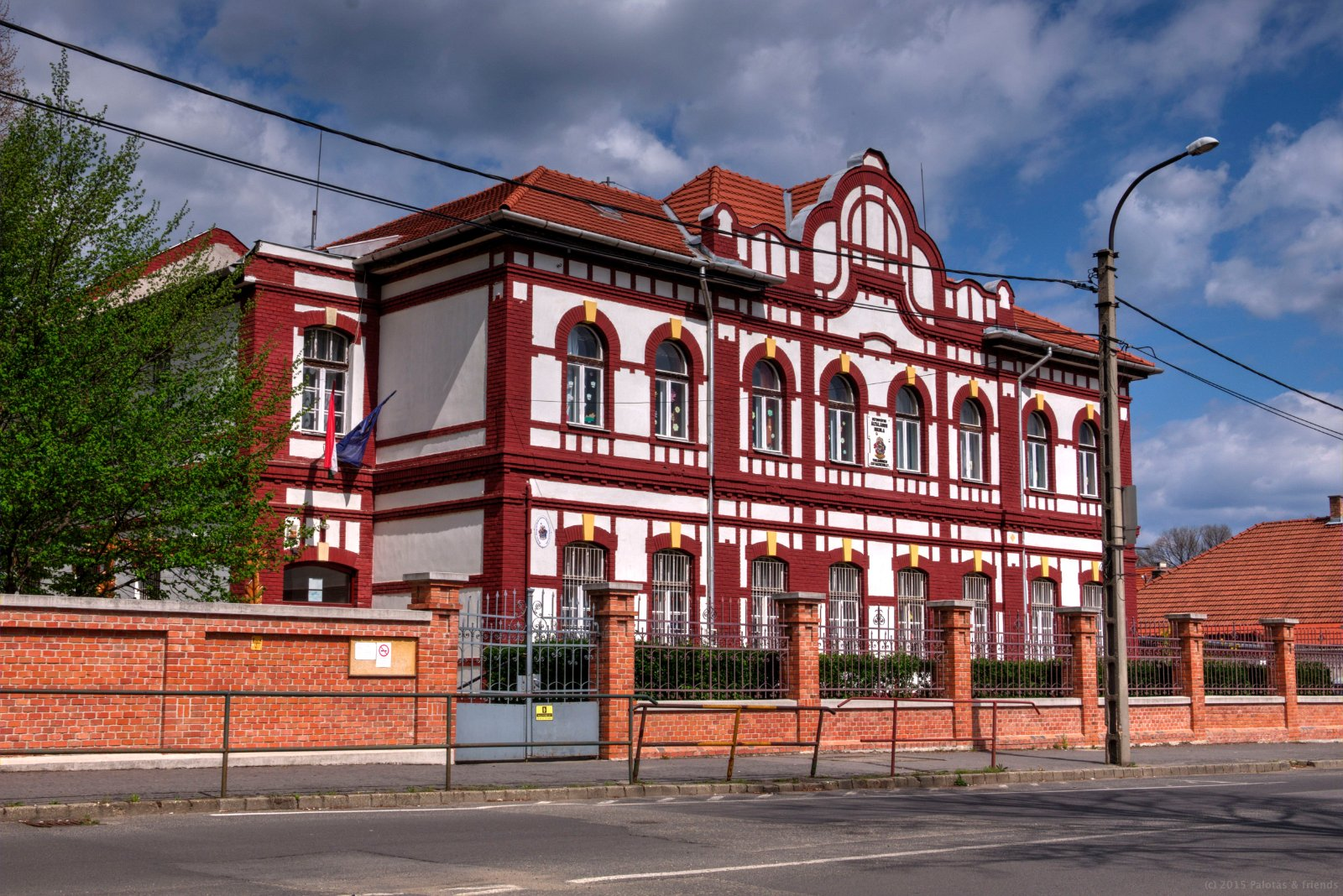
A Miskolc-Diósgyőri Református Általános Iskola és Óvoda (Nagy Lajos király útja)
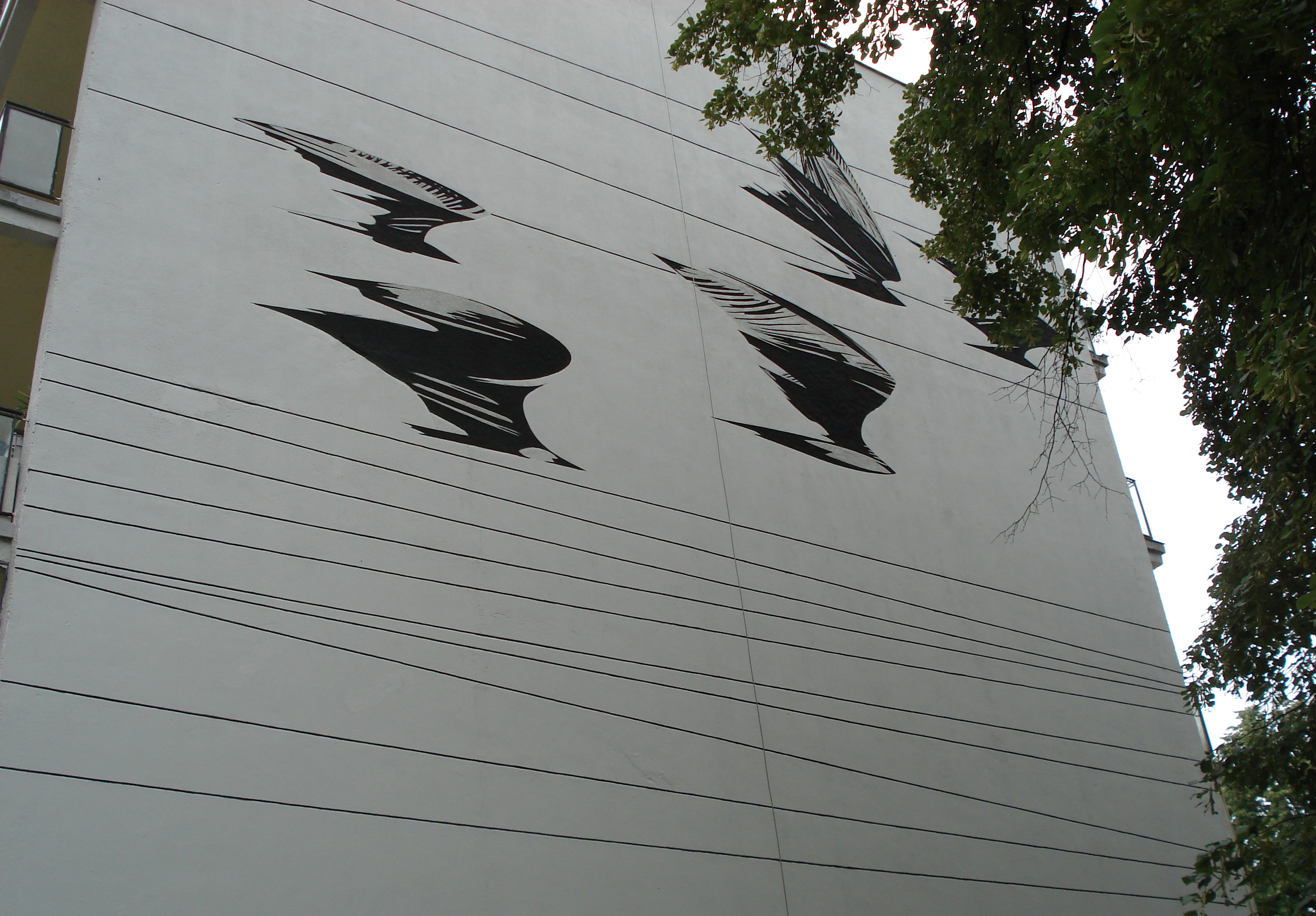
Sgraffito a Kilián-délen

## Híres diósgyőriek
Lásd még: Híres miskolciak listája.
Középkori személyek
- Ákos nembeli Ernye (†1275 után) nádor, tartományúr
- Ákos István (1260 körül – 1315)
- Fánchy Borbála (†1563) várúrnő
- Paksy Lajos (fl. 1479–1489) várnagy, földbirtokos
- Parlaghy György (fl. 1452–1485) várkapitány

Diósgyőrben születtek
- Bánky József (1930) zongoraművész
- Bistey András (1942) író, újságíró
- Chlepkó Ede (1883–1938) politikus
- Cserny József (1939–2009) formatervező
- Demjén Ferenc (1946) énekes
- Demjén István (Diósgyőr, 1938 – Budapest, 2022) énekes, gitáros
- Ditrói Sándor (Diósgyőr-Vasgyár, 1923 – Miskolc, 2007) orvos, kórházigazgató
- Dunai Zoltán (1935) festőművész
- Fazola Frigyes (1774–1849) kohómérnök
- Fejér Ernő (1945) fotóművész, grafikus
- Földesi József (Diósgyőr, 1903 – Miskolc, 1975) orvos
- Fülepp József (Diósgyőr, 1786/1790 – Oravica, 1847) bányamérnök, bányajogász, akadémikus
- Grómusz Mária (1938–1956) tanuló, az 1956-os sortűz áldozata
- Haris Ferenc (Diósgyőr, 1937 – 1996) kosárlabdázó, edző
- Huszár István (Diósgyőr, 1925 – Níregyháza, 2004) grafikus
- Huszti Vilmos (Diósgyőr, 1915 – Miskolc, 2000) klasszika-filológus, tanár, nyelvtanár
- Kaliszky Sándor (Diósgyőr, 1927 – Budapest, 2016) építőmérnök, egyetemi tanár, az MTA tagja
- Kalló László (Diósgyőr-Vasgyár, 1925 – Miskolc, 2018) festőművész
- Keller Lívia (Diósgyőr-Vasgyár, 1918 – Miskolc, 2005) festőművész
- Kiss Tihamér László (Diósgyőr, 1905 – Debrecen, 2005) pedagógus, pszichológus
- Kovács Flórián (Diósgyőr, 1754 – Szatmárnémeti, 1825) római katolikus pap, szatmári püspök
- Kraitz Gusztáv (Diósgyőr-Vasgyár, 1926) szobrász, keramikus
- Ladányi László (Diósgyőr, 1914 – Hongkong, 1990) sinológus
- Lakatos István (1943) vegyészmérnök
- Láng István (Diósgyőr-Perecesbányatelep, 1908 – Budapest, 1987) belgyógyász, orvosi szakíró
- Lengyel Pál (Diósgyőr, 1943 – Budapest, 2012) rendező
- Major László (Diósgyőr, 1944 – 2008) diplomata
- Markup Béla (Diósgyőr, 1873 – Budapest, 1945) szobrászművész
- Martsekényi Imre (Diósgyőr, 1898 – Budapest, 1963) építészmérnök, országgyűlési képviselő
- Mátrai József (Diósgyőr, 1913 – Budapest, 1957) színész, rendező, az Állami Déryné Színház alapító igazgatója
- Mészáros Sámuel (Diósgyőr, 1929 – Budapest, 2018) költő
- Miklós Pál (Diósgyőr, 1927 – Budapest, 2002) művészettörténész, sinológus
- Miklósházy Attila (Diósgyőr, 1931 – Pickering, Ontario, 2018) katolikus püspök
- Nagy Antal (Diósgyőr, 1837 – Sajóvárkony, 1912) kanonok, esperes
- Németh Lászlóné Michna Éva (Diósgyőr, 1920 – Debrecen, 1995) festőművész, grafikus, tanár
- Németh Péter Mikola (Diósgyőr, 1953) költő, esszéíró, performer, szerkesztő-rendező
- Pap László (1943) villamosmérnök
- Péterfy-Novák Éva (1961) írónő
- Solymosi Ernő (Diósgyőr, 1940 – 2011) labdarúgó
- Szabó Károly (Diósgyőr, 1928 – Budapest, 1995) diplomata
- Szabolcs Péter (1942) szobrászművész
- Szoboszlay Péter (Diósgyőr, 1937) rajzfilmrendező, grafikus, egyetemi tanár
- Tamás Gyula (Diósgyőr, 1941 – 2025) labdarúgó
- Tompáné Daubner Katalin (Diósgyőr, 1947) közgazdász, az MTA tagja
- Tóth Imre (Diósgyőr, 1929 – Miskolc, 2004) grafikus, festőművész
- Tóth-Pápai Mihály (Diósgyőr, 1752 körül – Sárospatak, 1831) orvosdoktor, tanár
- Ungár Margit (1897–1969) az első női ügyvéd Magyarországon
- Veres József (Diósgyőr, 1906 – Budapest, 1993) budapesti tanácselnök, miniszter
- Zádor Tibor (Diósgyőr, 1910 – Miskolc, 1988) tanár, múzeumigazgató

Diósgyőrben éltek, élnek
- Belházy Emil (Besztercebánya, 1940 – Budapest, 1898) erdőmérnök
- Benke József (Kálnok, 1781 – Diósgyőr, 1855) színész, színigazgató
- Choma József (Miskolc, 1901 – Miskolc, 1969) festőművész
- Déry István (Szekszárd-Báta, 1792 – Diósgyőr, 1862) színész, uradalmi tiszttartó
- Déryné Széppataki Róza (Jászberény, 1793 – Miskolc, 1872) színésznő
- Farkas Ottó (Ungvár, 1931) kohómérnök
- Förster Nándor (Pest, 1852 – Budapest, 1941) a Diósgyőri Vas- és Acélgyár igazgatója
- Gergely Mihály (Varbó, 1921 – 2007) író
- Juhász József (Szentistván, 1914 – 2003) költő
- Lukovszky László (Rákospalota, 1922 – Miskolc, 1981) grafikus, festőművész
- Marosi Balázs (Kézdivásárhely, 1994) plébániai kormányzó
- Martinyi Sámuel (Rochfalva, 1773 – Diósgyőr, 1834) a papírgyár alapítója
- Mikolai Vince (Borsodnádasd, 1948 – Miskolc, 2022) plébános
- Nagy Gy. Margit (Mezőtúr, 1931 – Miskolc, 2015) gobelin- és tűzzománcművész
- Saád Andor (Liptóújvár, 1904 – Miskolc, 1977) orvos, régész
- Varga Miklós (Mezőtúr, 1928 – Miskolc, 2018) szobrász

## A diósgyőri nagyüzemek
A Diósgyőri Acélművek („Vasgyár”) egykor Miskolc és a megye legtöbb embert foglalkoztató cége volt. Az 1770-ben alapított hámori vasmű 1870-ben költözött Diósgyőrbe, és a második világháború után vált a város legjelentősebb vállalatává, amikor az állami vezetés Miskolcból nehézipari központot fejlesztett. A rendszerváltás a céget nehéz helyzetbe sodorta, csődbe ment, többször tulajdonost váltott. Mára megszűnt, bár a területén néhány vállalkozás még működik.
A Diósgyőri Gépgyár (DIGÉP, DIMÁVAG) a Diósgyőri Acélművektől nyugatra helyezkedik el. A korábbi nagyvállalat működő üzemei ma a DIGÉP Diósgyőri Ipari Park területén üzemelnek.